# Slash (album)
Slash is het debuutalbum van Slash, gitarist van Guns N' Roses en Velvet Revolver. Aan het album werkten betrekkelijk veel gastartiesten mee, onder wie Ozzy Osbourne, Iggy Pop, Dave Grohl, Fergie, Kid Rock, Adam Levine, Myles Kennedy, Andrew Stockdale en Ian Astbury. Zanger Axl Rose uitgezonderd, werkten vier van de vijf leden van de klassieke bezetting van Guns N' Roses mee aan het album: Slash, Izzy Stradlin, Duff McKagan en Steven Adler. De opnames vonden plaats van 4 maart tot 4 november 2009. Het album werd in Nederland voor het eerst uitgebracht op 2 april 2010. Op 23 april 2010 maakte Slash bekend dat hij graag had gewild dat Thom Yorke het nummer "Saint is a Sinner Too" had gezongen, maar dat hij te nerveus was om de zanger van Radiohead te bellen. Enkele uitgaven van het album zijn voorzien van bonusnummers, zoals "Baby Can't Drive" (met Flea, Alice Cooper en Nicole Scherzinger) en "Paradise City" (met Fergie en Cypress Hill). Aan een uitgave via iTunes werd het nummer "Mother Maria" toegevoegd. Dit nummer nam Slash samen met Beth Hart op in het kader van een actie van Music for Relief voor de slachtoffers van de aardbeving in Haïti in 2010.

## Composities
| Nr. | Titel                                                      | Schrijver(s)                       | Duur |
| --- | ---------------------------------------------------------- | ---------------------------------- | ---- |
| 1.  | Ghost (met Ian Astbury)                                    | Slash, Ian Astbury                 | 3:34 |
| 2.  | Crucify the Dead (met Ozzy Osbourne)                       | Slash, Ozzy Osbourne, Kevin Churko | 4:04 |
| 3.  | Beautiful Dangerous (met Fergie)                           | Slash, Fergie                      | 4:35 |
| 4.  | Back from Cali (met Myles Kennedy)                         | Slash, Myles Kennedy               | 3:35 |
| 5.  | Promise (met Chris Cornell)                                | Slash, Chris Cornell               | 4:41 |
| 6.  | By the Sword (met Andrew Stockdale)                        | Slash, Andrew Stockdale            | 4:50 |
| 7.  | Gotten (met Adam Levine)                                   | Slash, Adam Levine                 | 5:05 |
| 8.  | Doctor Alibi (met Lemmy Kilmister)                         | Slash, Lemmy Kilmister             | 3:07 |
| 9.  | Watch This/Watch This Dave (met Dave Grohl & Duff McKagan) | Slash                              | 3:46 |
| 10. | I Hold On (met Kid Rock)                                   | Slash, Kid Rock                    | 4:10 |
| 11. | Nothing to Say (met M. Shadows)                            | Slash, M. Shadows                  | 5:27 |
| 12. | Starlight (met Myles Kennedy)                              | Slash, Myles Kennedy               | 5:35 |
| 13. | Saint Is a Sinner Too (met Rocco DeLuca)                   | Slash, Rocco DeLuca                | 3:28 |
| 14. | We're All Gonna Die (met Iggy Pop)                         | Slash, Iggy Pop                    | 4:30 |

## Hitnoteringen

### NederlandseAlbum Top 100
| Hitnotering: (Week 1 t/m 14) 10-04-2010 t/m 10-07-2010 Hitnotering: (Week 15 t/m 16) 24-07-2010 t/m 31-07-2010 Hitnotering: (Week 17 t/m 18) 14-08-2010 t/m 21-08-2010 | Hitnotering: (Week 1 t/m 14) 10-04-2010 t/m 10-07-2010 Hitnotering: (Week 15 t/m 16) 24-07-2010 t/m 31-07-2010 Hitnotering: (Week 17 t/m 18) 14-08-2010 t/m 21-08-2010 | Hitnotering: (Week 1 t/m 14) 10-04-2010 t/m 10-07-2010 Hitnotering: (Week 15 t/m 16) 24-07-2010 t/m 31-07-2010 Hitnotering: (Week 17 t/m 18) 14-08-2010 t/m 21-08-2010 | Hitnotering: (Week 1 t/m 14) 10-04-2010 t/m 10-07-2010 Hitnotering: (Week 15 t/m 16) 24-07-2010 t/m 31-07-2010 Hitnotering: (Week 17 t/m 18) 14-08-2010 t/m 21-08-2010 | Hitnotering: (Week 1 t/m 14) 10-04-2010 t/m 10-07-2010 Hitnotering: (Week 15 t/m 16) 24-07-2010 t/m 31-07-2010 Hitnotering: (Week 17 t/m 18) 14-08-2010 t/m 21-08-2010 | Hitnotering: (Week 1 t/m 14) 10-04-2010 t/m 10-07-2010 Hitnotering: (Week 15 t/m 16) 24-07-2010 t/m 31-07-2010 Hitnotering: (Week 17 t/m 18) 14-08-2010 t/m 21-08-2010 | Hitnotering: (Week 1 t/m 14) 10-04-2010 t/m 10-07-2010 Hitnotering: (Week 15 t/m 16) 24-07-2010 t/m 31-07-2010 Hitnotering: (Week 17 t/m 18) 14-08-2010 t/m 21-08-2010 | Hitnotering: (Week 1 t/m 14) 10-04-2010 t/m 10-07-2010 Hitnotering: (Week 15 t/m 16) 24-07-2010 t/m 31-07-2010 Hitnotering: (Week 17 t/m 18) 14-08-2010 t/m 21-08-2010 | Hitnotering: (Week 1 t/m 14) 10-04-2010 t/m 10-07-2010 Hitnotering: (Week 15 t/m 16) 24-07-2010 t/m 31-07-2010 Hitnotering: (Week 17 t/m 18) 14-08-2010 t/m 21-08-2010 | Hitnotering: (Week 1 t/m 14) 10-04-2010 t/m 10-07-2010 Hitnotering: (Week 15 t/m 16) 24-07-2010 t/m 31-07-2010 Hitnotering: (Week 17 t/m 18) 14-08-2010 t/m 21-08-2010 | Hitnotering: (Week 1 t/m 14) 10-04-2010 t/m 10-07-2010 Hitnotering: (Week 15 t/m 16) 24-07-2010 t/m 31-07-2010 Hitnotering: (Week 17 t/m 18) 14-08-2010 t/m 21-08-2010 | Hitnotering: (Week 1 t/m 14) 10-04-2010 t/m 10-07-2010 Hitnotering: (Week 15 t/m 16) 24-07-2010 t/m 31-07-2010 Hitnotering: (Week 17 t/m 18) 14-08-2010 t/m 21-08-2010 | Hitnotering: (Week 1 t/m 14) 10-04-2010 t/m 10-07-2010 Hitnotering: (Week 15 t/m 16) 24-07-2010 t/m 31-07-2010 Hitnotering: (Week 17 t/m 18) 14-08-2010 t/m 21-08-2010 | Hitnotering: (Week 1 t/m 14) 10-04-2010 t/m 10-07-2010 Hitnotering: (Week 15 t/m 16) 24-07-2010 t/m 31-07-2010 Hitnotering: (Week 17 t/m 18) 14-08-2010 t/m 21-08-2010 | Hitnotering: (Week 1 t/m 14) 10-04-2010 t/m 10-07-2010 Hitnotering: (Week 15 t/m 16) 24-07-2010 t/m 31-07-2010 Hitnotering: (Week 17 t/m 18) 14-08-2010 t/m 21-08-2010 | Hitnotering: (Week 1 t/m 14) 10-04-2010 t/m 10-07-2010 Hitnotering: (Week 15 t/m 16) 24-07-2010 t/m 31-07-2010 Hitnotering: (Week 17 t/m 18) 14-08-2010 t/m 21-08-2010 | Hitnotering: (Week 1 t/m 14) 10-04-2010 t/m 10-07-2010 Hitnotering: (Week 15 t/m 16) 24-07-2010 t/m 31-07-2010 Hitnotering: (Week 17 t/m 18) 14-08-2010 t/m 21-08-2010 | Hitnotering: (Week 1 t/m 14) 10-04-2010 t/m 10-07-2010 Hitnotering: (Week 15 t/m 16) 24-07-2010 t/m 31-07-2010 Hitnotering: (Week 17 t/m 18) 14-08-2010 t/m 21-08-2010 | Hitnotering: (Week 1 t/m 14) 10-04-2010 t/m 10-07-2010 Hitnotering: (Week 15 t/m 16) 24-07-2010 t/m 31-07-2010 Hitnotering: (Week 17 t/m 18) 14-08-2010 t/m 21-08-2010 | Hitnotering: (Week 1 t/m 14) 10-04-2010 t/m 10-07-2010 Hitnotering: (Week 15 t/m 16) 24-07-2010 t/m 31-07-2010 Hitnotering: (Week 17 t/m 18) 14-08-2010 t/m 21-08-2010 | Hitnotering: (Week 1 t/m 14) 10-04-2010 t/m 10-07-2010 Hitnotering: (Week 15 t/m 16) 24-07-2010 t/m 31-07-2010 Hitnotering: (Week 17 t/m 18) 14-08-2010 t/m 21-08-2010 | Hitnotering: (Week 1 t/m 14) 10-04-2010 t/m 10-07-2010 Hitnotering: (Week 15 t/m 16) 24-07-2010 t/m 31-07-2010 Hitnotering: (Week 17 t/m 18) 14-08-2010 t/m 21-08-2010 |
| Week: | 01 | 02 | 03 | 04 | 05 | 06 | 07 | 08 | 09 | 10 | 11 | 12 | 13 | 14 | | 15 | 16 | | 17 | 18 | |
| --- | --- | --- | --- | --- | --- | --- | --- | --- | --- | --- | --- | --- | --- | --- | --- | --- | --- | --- | --- | --- | --- |
| Positie: | 17 | 24 | 31 | 32 | 40 | 51 | 55 | 54 | 27 | 39 | 52 | 56 | 57 | 75 | uit | 81 | 87 | uit | 97 | 88 | uit |

### VlaamseUltratop 100Albums
| Hitnotering: (Week 1 t/m 8) 10-04-2010 t/m 29-05-2010 Hitnotering: (Week 9 t/m 11) 03-07-2010 t/m 17-07-2010 | Hitnotering: (Week 1 t/m 8) 10-04-2010 t/m 29-05-2010 Hitnotering: (Week 9 t/m 11) 03-07-2010 t/m 17-07-2010 | Hitnotering: (Week 1 t/m 8) 10-04-2010 t/m 29-05-2010 Hitnotering: (Week 9 t/m 11) 03-07-2010 t/m 17-07-2010 | Hitnotering: (Week 1 t/m 8) 10-04-2010 t/m 29-05-2010 Hitnotering: (Week 9 t/m 11) 03-07-2010 t/m 17-07-2010 | Hitnotering: (Week 1 t/m 8) 10-04-2010 t/m 29-05-2010 Hitnotering: (Week 9 t/m 11) 03-07-2010 t/m 17-07-2010 | Hitnotering: (Week 1 t/m 8) 10-04-2010 t/m 29-05-2010 Hitnotering: (Week 9 t/m 11) 03-07-2010 t/m 17-07-2010 | Hitnotering: (Week 1 t/m 8) 10-04-2010 t/m 29-05-2010 Hitnotering: (Week 9 t/m 11) 03-07-2010 t/m 17-07-2010 | Hitnotering: (Week 1 t/m 8) 10-04-2010 t/m 29-05-2010 Hitnotering: (Week 9 t/m 11) 03-07-2010 t/m 17-07-2010 | Hitnotering: (Week 1 t/m 8) 10-04-2010 t/m 29-05-2010 Hitnotering: (Week 9 t/m 11) 03-07-2010 t/m 17-07-2010 | Hitnotering: (Week 1 t/m 8) 10-04-2010 t/m 29-05-2010 Hitnotering: (Week 9 t/m 11) 03-07-2010 t/m 17-07-2010 | Hitnotering: (Week 1 t/m 8) 10-04-2010 t/m 29-05-2010 Hitnotering: (Week 9 t/m 11) 03-07-2010 t/m 17-07-2010 | Hitnotering: (Week 1 t/m 8) 10-04-2010 t/m 29-05-2010 Hitnotering: (Week 9 t/m 11) 03-07-2010 t/m 17-07-2010 | Hitnotering: (Week 1 t/m 8) 10-04-2010 t/m 29-05-2010 Hitnotering: (Week 9 t/m 11) 03-07-2010 t/m 17-07-2010 | Hitnotering: (Week 1 t/m 8) 10-04-2010 t/m 29-05-2010 Hitnotering: (Week 9 t/m 11) 03-07-2010 t/m 17-07-2010 |
| Week: | 01 | 02 | 03 | 04 | 05 | 06 | 07 | 08 | | 09 | 10 | 11 | |
| --- | --- | --- | --- | --- | --- | --- | --- | --- | --- | --- | --- | --- | --- |
| Positie: | 71 | 40 | 51 | 38 | 54 | 50 | 83 | 93 | uit | 69 | 61 | 93 | uit |